# Protesty studenckie w Niemczech (1967–1968)
Protesty studenckie (tak określane, chociaż nie tylko studenci brali w nich udział) w Republice Federalnej Niemiec i Berlinie Zachodnim w latach 60. mają podobną genezę co w Stanach Zjednoczonych i innych krajach zachodnich – sprzeciw wobec wojny wietnamskiej, bunt przeciwko starszemu pokoleniu (w Niemczech dodatkowo obciążonemu nazistowską przeszłością) i fascynację komunistyczną (zwłaszcza w wydaniu maoistowskim) i anarchistyczną ideologią. Protesty te w szczególne ostrej formie występowały w Berlinie Zachodnim, który formalnie nie był częścią RFN.

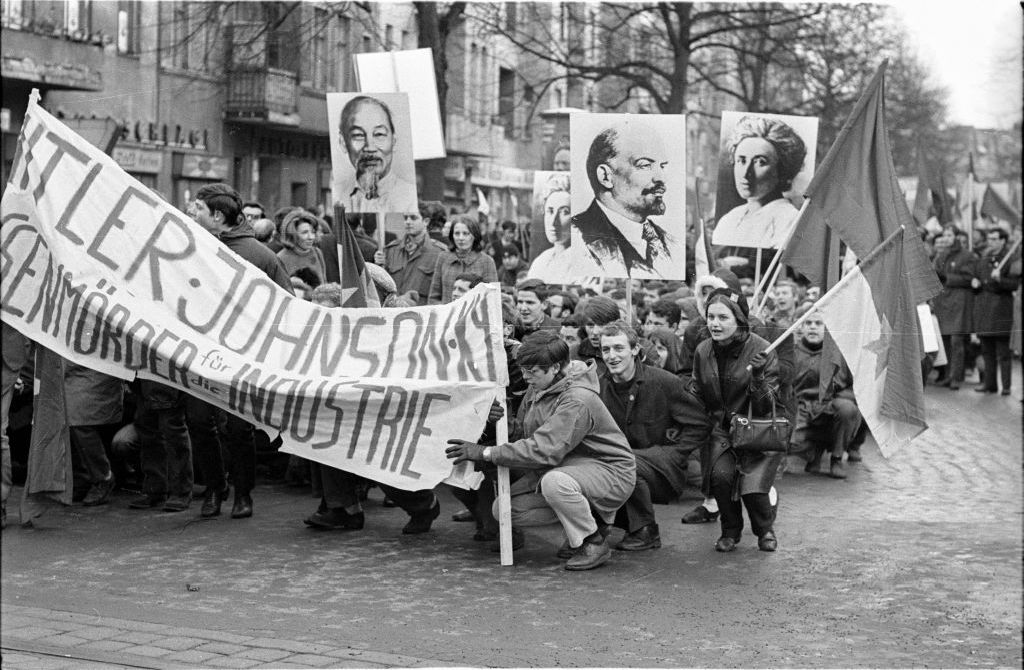
Studenci podczas protestu

## Protesty przeciwko wojnie w Wietnamie
Pierwsze protesty przeciwko wojnie wietnamskiej w RFN pojawiły się już w 1964 r., kiedy to środowiska uniwersyteckie i lewicowe założyły Komitet Wietnamski (Vietnam-Komitee), aby walczyć z zaangażowaniem militarnym USA w tym kraju. Protesty nasiliły się w 1966 r., kiedy 7 stycznia 1966 r. rząd RFN oficjalnie ogłosił swoje poparcie dla wojny USA w Wietnamie. Demonstranci żądali cofnięcia tego poparcia oraz wycofania się ze współpracy z USA niemieckich przedsiębiorstw, które dla armii amerykańskiej produkowały materiały chemiczne i aparaturę elektroniczną.

## Kommune 1
Coraz silniejszy był też wpływ amerykańskich subkultur młodzieżowych – dzieci kwiatów, hipisów itp. – na młodzież w Niemczech.
1 stycznia 1967 r. w Berlinie Zachodnim powstała Kommune 1 (Komuna 1). Została założona przez członków SDS (Sozialistischer Deutscher Studentenbund – Socjalistyczny Niemiecki Związek Studentów), organizacji, która odegrała decydującą rolę w protestach studenckich w Niemczech w latach 60. Członkami Kommune 1 byli m.in. Dagrun, Tanaquil i Ulrich Enzensberger (była żona, córka i brat lewicującego pisarza Hansa Magnusa Enzensbergera), Dieter Kunzelmann (odgrywający rolę „patriarchy” w komunie), Rainer Langhans, Fritz Teufel i inni. Zdjęcie nagich członków Kommune 1, sfotografowanych od tyłu, stojących przy ścianie z podniesionymi rękoma i rozstawionymi nogami, w pozie, jak gdyby byli rewidowani przez policję, stało się jedną z ikon kontestacji lat 60. Od początku Kommune 1 angażowała się jednak też w akcje polityczne. W kwietniu 1967 r. planowała „zamach budyniowy” (obrzucenie bombami dymnymi, jajami oraz torebkami z bitą śmietaną, budyniem, lodami i jogurtem) na wiceprezydenta USA Huberta H. Humphreya odwiedzającego Berlin. Planowany „zamach” wykryto i w jego przeddzień (5 kwietnia) „zamachowcy” zostali zatrzymani przez policję.

## Śmierć Benno Ohnesorga

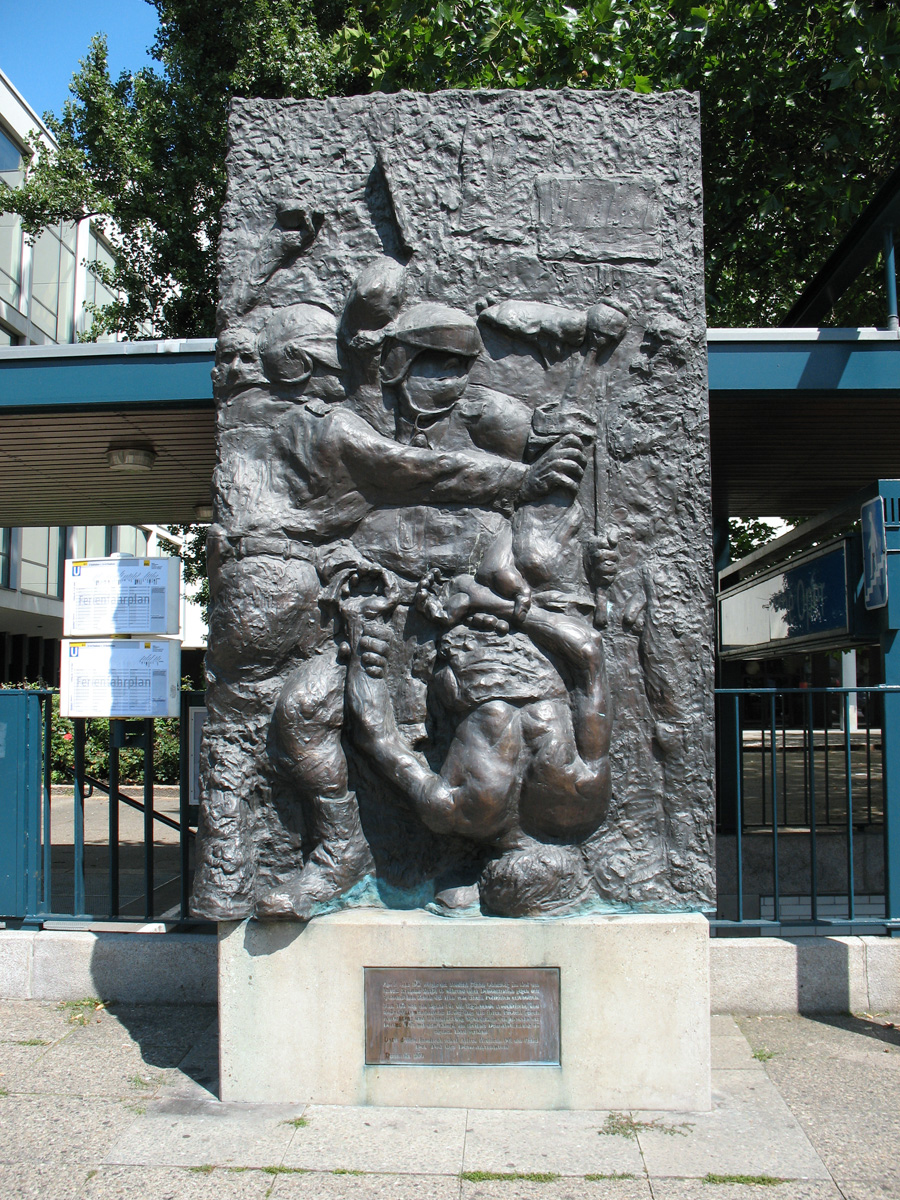
Tablica upamiętniająca śmierć Benno Ohnesorga przed Operą Niemiecką w Berlinie

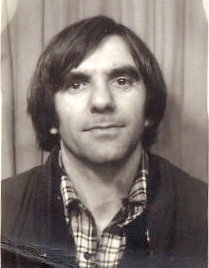
Rudi Dutschke

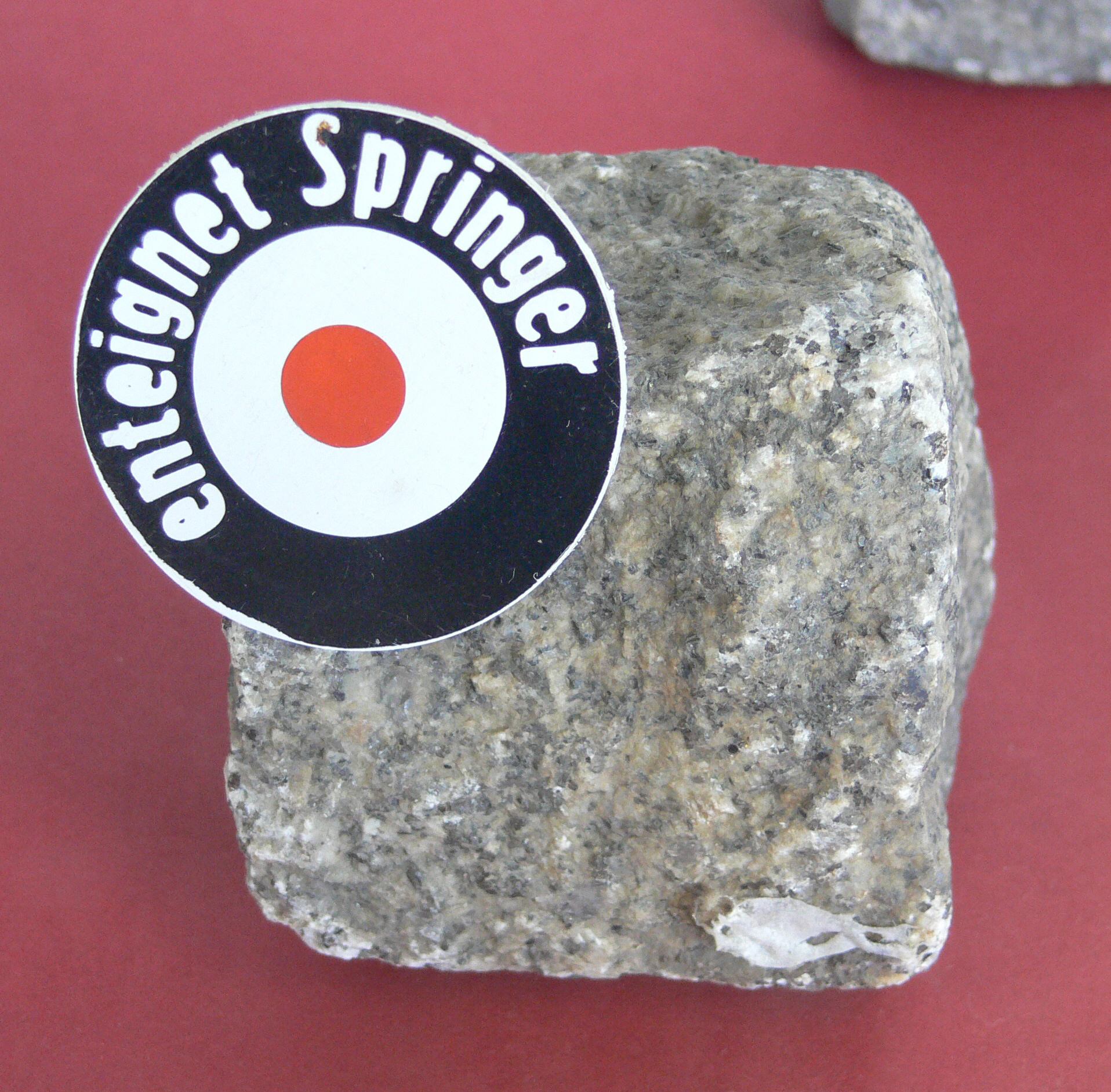
Kamień brukowy z dołączonym napisem „Wywłaszczyć Springera”; kamienie takie rzucali demonstranci podczas zamieszek

O wiele poważniejszym w skutkach wydarzeniem stała się wizyta szacha Iranu Rezy Pahlawiego w Berlinie Zachodnim. 2 czerwca 1967 roku, podczas burzliwych demonstracji przeciwko wizycie szacha przed ratuszem w Schönebergu i Operą Niemiecką w Berlinie, doszło do sprowokowanych przez służby porządkowe starć ulicznych pomiędzy protestującą młodzieżą, w tym studentami z Iranu, a agentami z ochrony szacha. W ich wyniku zginął student Benno Ohnesorg, postrzelony przez policjanta Karl-Heinza Kurrasa. Spowodowało to kolejne demonstracje, starcia z policją i akcje protestacyjne na niemieckich uczelniach. Działania te były koordynowane przez SDS i jego przywódcę Rudiego Dutschke oraz inne grupy skupione wokół tak zwanej Opozycji Pozaparlamentarnej (APO – Außerparlamentarische Opposition). Grupy te coraz bardziej się radykalizowały, czerpiąc z różnych ideologii lewicowych – Mao Zedonga, Che Guevary i innych. Głównego przeciwnika ideologicznego upatrywały w koncernie prasowym Axela Springera, wydawcy m.in. bulwarówki „Bild”, reprezentującego prawicową ideologię. Jednym z haseł propagandowych stało się „Enteignet Springer” – „wywłaszczyć Springera”, który był oskarżany m.in. o to, że zajmuje zbyt silną pozycję na rynku. Głównym organem kontestujących było natomiast (wspierane przez enerdowskie służby bezpieczeństwa) czasopismo „Konkret”.

## Zamach na Rudiego Dutschke
Protesty osiągnęły apogeum, kiedy 11 kwietnia 1968 r., tuż przed Wielkanocą, działający w pojedynkę prawicowy ekstremista Josef Bachmann dokonał w Berlinie Zachodnim zamachu na Rudiego Dutschke – przywódcę SDS. Dutschke zamach przeżył, choć został ciężko ranny i w 1979 r. zmarł – utonął w wannie w swoim mieszkaniu na skutek napadu epilepsji, która była późnym następstwem zamachu. Jeszcze tego samego wieczoru 11 kwietnia tysiące demonstrantów zaatakowały budynek wydawnictwa Axela Springera w Berlinie Zachodnim. Do demonstracji w okresie Wielkanocy doszło łącznie w 27 miastach RFN, wzięło w nich udział kilkadziesiąt tysięcy osób, w Monachium dwie osoby zginęły. W odpowiedzi Bundestag 30 maja 1968 r. uchwalił ustawy wyjątkowe, ograniczające wolności obywatelskie i umożliwiające władzy skuteczniejszą walkę z zamieszkami.

## Bitwa przy Tegeler Weg
Ostatnim poważnym starciem demonstrantów z policją stała się tak zwana „bitwa przy Tegeler Weg” przed Sądem Krajowym w Berlinie 4 listopada 1968 r., w którym to sądzie rozpatrywano sprawę cofnięcia prawa wykonywania zawodu przez adwokata Horsta Mahlera, ówczesnego działacza Opozycji Pozaparlamentarnej i jednocześnie obrońcy kontestujących studentów (późniejszego członka RAF, a obecnie prawicowego ekstremisty).

## Dziedzictwo protestów
Od jesieni 1968 r. protesty studentów wygasały, chociaż niektórzy działacze znaleźli nowe pole działania. Już 2 kwietnia 1968 r. Andreas Baader z grupą innych osób dokonał podpalenia dwóch domów towarowych we Frankfurcie nad Menem. Razem z Ulrike Meinhof, dziennikarką czasopisma „Konkret” stali się potem w latach 70. najbardziej znanymi terrorystami RAF (Rote Armee Fraktion – Frakcja Czerwonej Armii).
W 2008 roku z okazji 40-lecia protestów przez Niemcy przetoczyła się fala dyskusji na temat znaczenia tych wydarzeń dla historii Niemiec. Ich ocena wypada niejednoznacznie. Z jednej strony podkreśla się znaczenie ruchów kontestatorskich dla rewolucji obyczajowej w Europie Zachodniej i USA. Z drugiej strony ruchy te doprowadziły do działalności terrorystycznej RAF, która to organizacja zarówno pod względem ideologicznym, jak i kadrowym bazowała na doświadczeniach lat 1967–1968.